# Championnats du monde de boccia 2018
Navigation
Pékin 2016 Rio 2022
Les championnats du monde de boccia 2018, dixième édition des championnats du monde de boccia, ont lieu du 12 au 18 août 2018 à Liverpool, au Royaume-Uni.

## Classification
Les athlètes atteints de handicap moteur grave sont classés en quatre catégories:
- BC1 : athlètes paralysés cérébraux qui peuvent être aidés d’un assistant qui ajuste le fauteuil roulant ou fait passer une boule au joueur.
- BC2 : athlètes paralysés cérébraux qui ne peuvent pas être assistés.
- BC3 : athlètes ayant d’importantes difficultés motrices qui peuvent être aidés d’un assistant ou d'un appareil pour lancer la balle.
- BC4 : athlètes ayant des difficultés motrices autres que la paralysie cérébrale mais qui ont les mêmes difficultés qu'un BC1 ou BC2 et ne peuvent pas être assistés.

## Participants
Au total, 33 nations participent à ces championnats du monde de boccia 2018.
| Amérique                                                                                                | Asie                                                                                          | Europe | Océanie         |
| --- | --------------------------------------------------------------------------------------------- | --- | --------------- |
| - Argentine (8) - Bermudes (3) - Brésil (11) - Canada (6) - Colombie (9) - États-Unis (4) - Mexique (1) | - Chine (7) - Corée du Sud (11) - Hong Kong (10) - Japon (8) - Singapour (2) - Thaïlande (11) | - Allemagne (3) - Belgique (4) - Croatie (3) - Espagne (9) - France (3) - Grèce (9) - Hongrie (3) - Israël (4) - Italie (1) - Pays-Bas (4) - Pologne (2) - Portugal (11) - Royaume-Uni (9) - Russie (10) - Slovénie (1) - Slovaquie (8) - Suède (3) - Tchéquie (1) - Ukraine (1) | - Australie (3) |

## Résultats
| Épreuves           | Or                                                                                                | Argent                                                               | Bronze                                                      |
| ------------------ | ------------------------------------------------------------------------------------------------- | -------------------------------------------------------------------- | ----------------------------------------------------------- |
| Individuel BC1     | David Smith (GBR)                                                                                 | Kai Sun (CHN)                                                        | Daniel Perez (NED)                                          |
| Individuel BC2     | Worawut Saengampa (THA)                                                                           | Yan Zhiqiang (CHN)                                                   | Hidetaka Sugimura (JPN)                                     |
| Individuel BC3     | Grigorios Polychronidis (GRE)                                                                     | Jeong Ho-won (KOR)                                                   | Daniel Michel (AUS)                                         |
| Individuel BC4     | Yusansen Zheng (CHN)                                                                              | Euclides Grisales (COL)                                              | Boris Nicolai (GER)                                         |
|                    |                                                                                                   |                                                                      |                                                             |
| Paires BC3         | Grèce Grigorios Polychronidis Anna Ntenta Konstantinos Masouras                                   | Australie Spencer Cotie Daniel Michel Calandre Simpson               | Corée du Sud Choi Ye-jin Jeong Ho-won Kim Jun-yup           |
| Paires BC4         | Slovaquie Samuel Andrejčík Michaela Balcova Martin Streharsky                                     | Thaïlande Pornchok Larpyen Nuanchan Phonsila Ritthikrai Somsanuk     | Hong Kong Vivian Lau Wai-yan Leung Yuk Wing Wong Kwan Hang  |
|                    |                                                                                                   |                                                                      |                                                             |
| Par équipe BC1–BC2 | Thaïlande Witsanu Huadpradit Subin Tipmanee Worawut Saengampa Watcharaphon Vongsa Pattaya Tadtong | Japon Takumi Nakamura Yuriko Fujii Hidetaka Sugimura Takayuki Hirose | Chine Guang Yuechu Kai Sun Zhijian Lan Lin Shi Yan Zhiqiang |

## Tableau des médailles
| Rang  | Nation       | Or | Argent | Bronze | Total |
| ----- | ------------ | -- | ------ | ------ | ----- |
| 1     | Thaïlande    | 2  | 1      | 0      | 3     |
| 2     | Grèce        | 2  | 0      | 0      | 2     |
| 3     | Chine        | 1  | 2      | 1      | 4     |
| 4     | Royaume-Uni  | 1  | 0      | 0      | 1     |
| -     | Slovaquie    | 1  | 0      | 0      | 1     |
| 6     | Australie    | 0  | 1      | 1      | 2     |
| -     | Japon        | 0  | 1      | 1      | 2     |
| -     | Corée du Sud | 0  | 1      | 1      | 2     |
| 9     | Colombie     | 0  | 1      | 0      | 1     |
| 10    | Allemagne    | 0  | 0      | 1      | 1     |
| -     | Hong Kong    | 0  | 0      | 1      | 1     |
| -     | Pays-Bas     | 0  | 0      | 1      | 1     |
| Total | Total        | 7  | 7      | 7      | 21    |